# ليك لينور (ساسكاتشوان)
ليك لينور (بالإنجليزية: Lake Lenore, Saskatchewan)‏ هي قرية تقع في كندا في ساسكاتشوان. يقدر عدد سكانها بـ 297 نسمة ومساحتها 0.97 كم2 .